# 잠 못 드는 이유 강다솜입니다
잠 못 드는 이유는 강다솜 아나운서의 진행으로 매일 새벽 1시부터 2시까지 MBC 표준FM에서 방송되고 있는 심야 라디오 프로그램이다. 원래 첫 방송부터 새벽 2시부터 3시까지 방송되었으나, 이 방송의 이전 방송인 밤 12시 5분부터 2시까지 방송하던 박정아의 달빛낙원의 폐지로 인해 시간대 변경으로 방송한다. 2014년 MBC 라디오 가을개편으로 폐지된 보고 싶은 밤 구은영입니다의 후속 프로그램으로 신설되었다. 월요일부터 목요일까지는 생방송으로, 금요일과 주말에는 녹음방송으로 진행된다. 단, 주말의 경우 자정 뉴스가 없으므로 5분 앞당겨진 12시 정각부터 방송이 시작된다. 2018년 10월부터 가을 개편으로 12시 정각에 아이돌 라디오란 프로그램이 신설됨으로, 새벽 1시 정각으로 바뀌었다. 2019년 3월 31일 방송을 끝으로 5년 만에 폐지되었다. 문자번호는 박정아의 달빛낙원의 문자번호가 아닌 MBC 표준FM 공통 문자번호 #8001(장문-100원,단문-50원)을 사용한다.

## 코너
- 인생 어디까지 살아봤니?
- 감성 단어장 : 오늘의 나에게
- 외워두세요!
- 자니?
- 내일은 맑음
- 내 친구의 플레이리스트
- 잠 못드는 밤, 한페이지

## 역대 진행자
- 초대 : 김소영
- 2대 : 강다솜

## 같이 보기
- MBC 표준FM